# Стівен Канумба
Стівен Канумба (англ. Steven Kanumba; 1984-2012) — танзанійський актор і режисер. Свого часу був визнаний як «найпопулярніша кінозірка Танзанії». Трагічно загинув у віці 28 років.

## Біографія
Народився 8 січня 1984 року у місті Шиньянга на півночі Танзанії. Походить з народу сукума. У дитячому віці брав участь у церковних виставах. У 2002 році він приєднався до театральної групи Kaole Arts Group. Згодом почав зніматися у телесеріалах. Знімався також у художній фільмах Ноллівуду (кінематограф Нігерії). У планах були зйомки у Голлівуді.

### Смерть
7 квітня 2012 року Стівен Канумба знайдений без свідомості у власній спальні. Його транспортували до лікарні, де констатували смерть від забою голови. У будинку в цей час знаходилась його 17-річна подруга акторка Елізабет Майкл, відома під псевдонімом Лулу.
На його похоронах були присутні 30 тис. осіб. Серед провожаючих були першу леді Танзанії Сальма Кіквете, віце-президент д-р Мохамед Гариб Білал та міністра культури та спорту Еммануїл Нчімбі. Канумба похований на цвинтарі в окрузі Кінондоні.
Елізабет Майкл оголошено підозру у ненавмисному вбивстві. Слідство і суд тримали 5 років. За свідчення Елізабет, Канумба в день смерті був у стані алкогольного сп'яніння. Під час сварки з подругою, він впав на землю та вдарився головою. Майкл втекла, не занючи, що Канумба помер. Суд присудив Елізабет Майкл до двох років ув'язнення за ненавмисне вбивство. Через півроку президент Танзанії Джон Магуфулі помилував її.